# 米基塔邁埃鄉

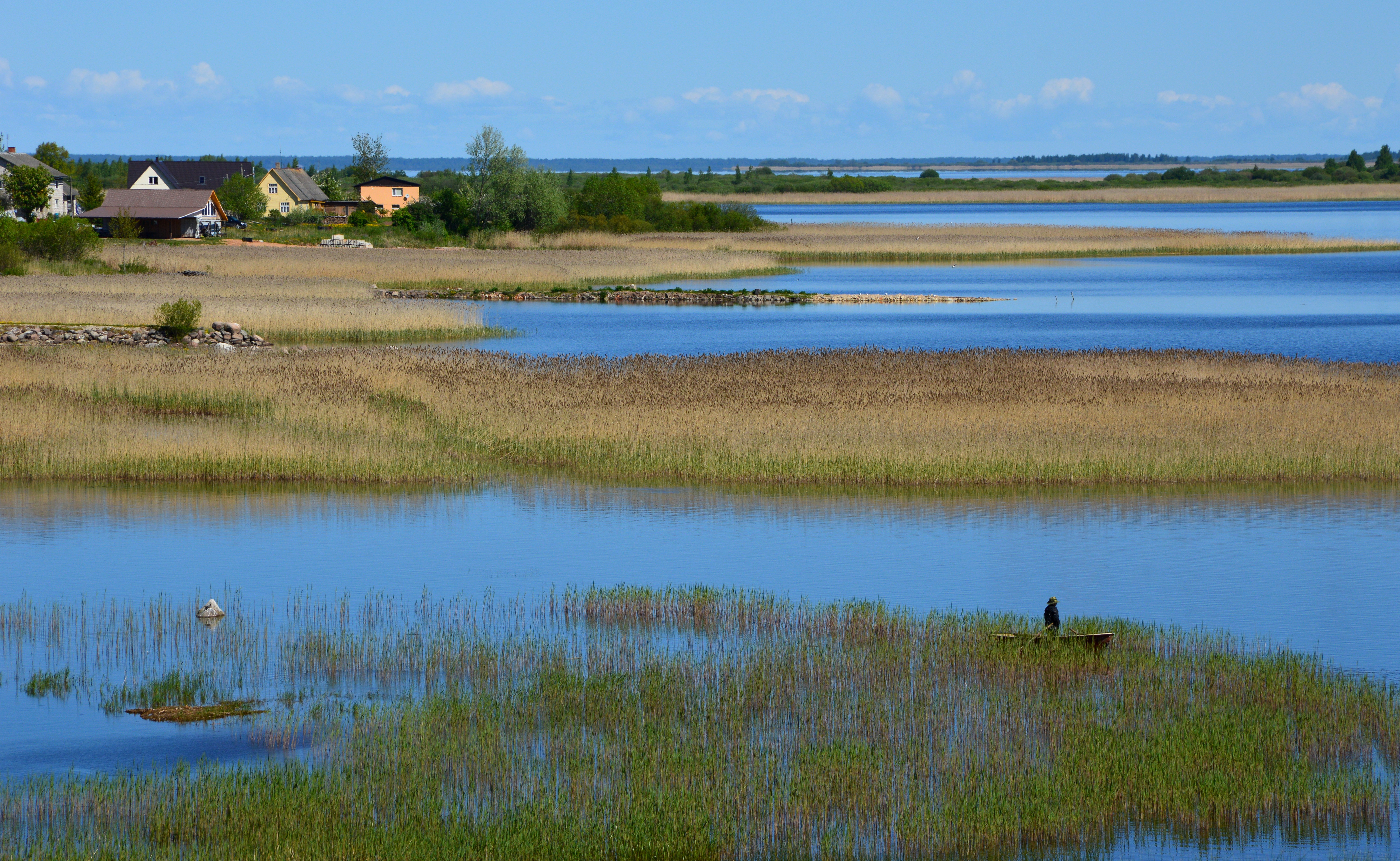
吕布尼察村的风景

米基塔邁埃鄉，曾是愛沙尼亞珀爾瓦縣的一個鄉村型市镇，位於該國東南部，行政中心設於米基塔邁埃，面積104平方公里，2009年人口998，人口密度每平方公里10人。
2017年爱沙尼亚行政改革后，米基塔邁埃市镇与其他市镇一起合并为新的塞托马市镇，并隶属沃鲁县。
58°0′15″N 27°32′34″E / 58.00417°N 27.54278°E